# Affermativo
Affermativo è un singolo del cantautore italiano Jovanotti, pubblicato il 15 giugno 2018 come terzo estratto dal quattordicesimo album in studio Oh, vita!.

## Descrizione
Tredicesima traccia dell'album, la versione pubblicata come singolo è in realtà una versione remixata da Takagi & Ketra.

## Video musicale
Il videoclip è stato pubblicato il 15 giugno 2018 sul canale YouTube del cantante.

## Tracce
1. Affermativo (Takagi & Ketra Gipsy Trap Remix) – 3:08